# Chilenje House 394
Das Chilenje House Nr. 394 ist ein heutiges Museum im namensgebenden Viertel Chilenje der sambischen Hauptstadt Lusaka und ehemaliges Wohnhaus des ersten Präsidenten Kenneth Kaunda und seiner Familie.

## Historische Bedeutung

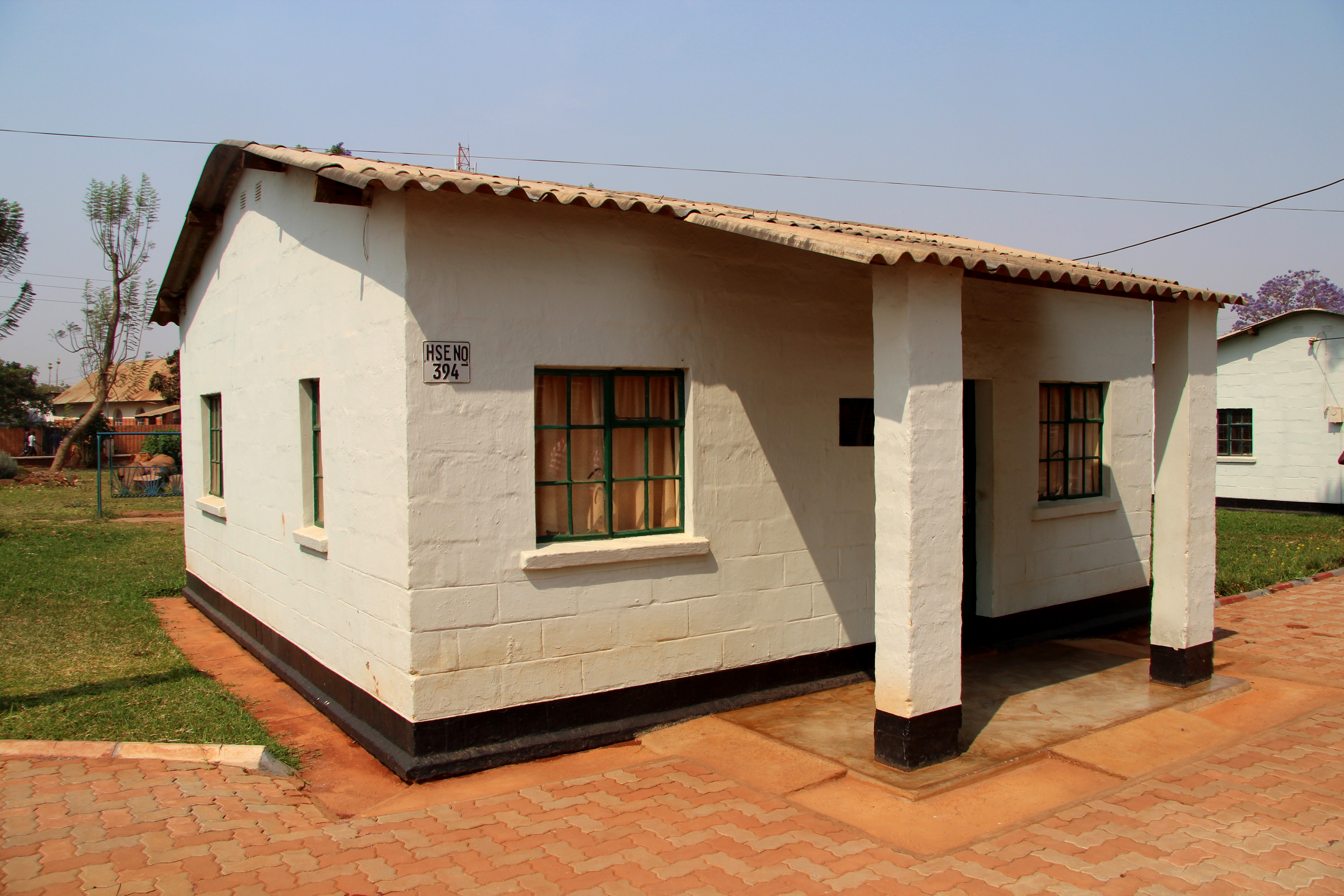
Außenansicht des Chilenje House 394

Das um 1951 fertiggestellte Haus wurde von Kaunda vom 13. Januar 1960 bis 27. Dezember 1962 bewohnt und entwickelte sich in dieser Zeit zum Zentrum der Unabhängigkeitsbestrebungen Nordrhodesiens von Großbritannien, die von Kaunda maßgeblich vorangetrieben wurden. Als Mitglied der damaligen United National Independence Party (UNIP) koordinierte er wesentliche Schritte auf dem Weg in Sambias staatliche Eigenständigkeit, die in den Wahlen von 1962 sowie der endgültigen Erlangung der Unabhängigkeit am 24. Oktober 1964 mündete. So fanden die verfassungsvorbereitende Konferenz im Jahre 1960 und die daraufhin initiierte, militante Kampagnenführung unter dem Label „Cha Cha Cha“ während Kaundas politischer Aktivität in Chilenje statt.
Zunächst auf persönliche Initiative des Autors Willie Robert Mwondela, der mit Kaunda im Jahr 1966 im Briefwechsel stand, erklärte die zuständige National Monuments Commission am 18. Oktober 1968 das Chilenje House Nr. 394 zum nationalen Denkmal. Eröffnet wurde die Stätte fünf Tage später von Kaunda selbst und wird seitdem von der National Heritage Conservation Commission verwaltet.
Die außergewöhnliche Bedeutung für die jüngere Geschichte Sambias spiegelt sich in der Ausnahmeerklärung als nationales Monument wider: Rechtlich sind Gebäude, die nach 1924 errichtet wurden, von der Benennung als solches ausgenommen.

## Nationales Monument

### Museale Wohnanlage
Das Wohnhaus Nr. 394 bildet zusammen mit den beiden gleichartigen Gebäuden Nummer 393, der ehemaligen Wohnstätte des Hausmeisters sowie dem Haus Nummer 395 das nationale Monument. Kaundas Haus wurde weitgehend originalgetreu wieder eingerichtet und beherbergt einige der persönlichen Gegenstände und Möbelstücke der Familie. Außerdem trugen erneute Umbaumaßnahmen dazu bei, den Erhaltungszustand von 1962 wiederherzustellen und der Öffentlichkeit zugänglich zu machen. Im Haus Nummer 393 befinden sich das Büro sowie der Kassenbereich. Das Gebäude Nummer 395 fungiert als Ausstellungsraum und zeigt anhand von Schautafeln und Karten Ausschnitte der politischen Geschichte des Landes sowie der Entwicklung Lusakas zur Hauptstadt Sambias.

### Land Rover
Auf dem Gelände befindet sich ebenfalls ein Land Rover, der ursprünglich der United Society of Christian Literature (USCL) gehörte. Den Ende der 1950er-Jahre aus Großbritannien erworbenen Geländewagen überließ Merfyn M. Temple im Jahr 1961 an die zwei Jahre zuvor gegründete United National Independence Party (UNIP). Deren Vorsitzender Kenneth Kaunda nutzte das Fahrzeug während seiner zahlreichen Reisen zu Treffen und Kundgebungen im Verlaufe seiner politischen Arbeit bis 1962.